# Mariano Tansini
(Alberto Bigon)
Mariano Tansini (Codogno, 10 agosto 1903 – Padova, 15 giugno 1968) è stato un calciatore, allenatore di calcio e dirigente sportivo italiano, di ruolo attaccante.

## Caratteristiche tecniche
Tansini era un'ala sinistra, dotata di grande velocità, ottimo controllo di palla e un tiro potente e preciso. La sua carriera è stata condizionata da ripetuti problemi fisici, tanto che il giornalista Bruno Roghi coniò per lui il soprannome Caviglia di vetro.

## Carriera

### Giocatore

#### Club
Cresciuto nel Codogno, giocò in prestito nel campionato di Prima Divisione 1922-1923 Girone B con la maglia della Cremonese, con cui disputò una partita, l'8 aprile 1923, sul campo del Modena. Nel 1923, tornato al Codogno, venne posto in lista di trasferimento e passò al Piacenza, con cui partecipò al campionato di Seconda Divisione 1923-1924.
Nella stagione successiva tornò alla Cremonese, in Prima Divisione, imponendosi come ala sinistra veloce e grintosa. Con la maglia grigiorossa sfiorerà le finali scudetto e nel 1926 venne convocato per la prima volta (sia per sé stesso che per la società) in Nazionale.
Nella stagione 1927-1928 venne acquistato dal Milan, con il quale giocò per tre campionati consecutivi tra Divisione Nazionale e Serie A; si segnalò come finalizzatore, oltre che come suggeritore, aumentando in ogni stagione il bottino di reti, fino ad un massimo di 9 nella neonata Serie A 1929-1930.
Nella stagione 1929-1930, alla prima giornata, divenne inoltre il primo giocatore nella storia della Serie A a realizzare una doppietta, segnando al 19' e al 20' di Milan-Brescia 4-1.
Nel 1930 si trasferì al Napoli, dove rimase per due stagioni, e quindi militò nel Padova, con cui conquistò la salvezza in Serie A nel campionato 1932-1933.
Nel 1933 fece ritorno al Milan per una stagione, nella quale venne impiegato come rincalzo nel suo ruolo di ala sinistra, alternandosi a Luigi Cresta. Chiuse la carriera nella Sampierdarenese, sempre in Serie A, disputando 4 partite e segnando un gol nella stagione 1934-1935.
Nella massima serie collezionò complessivamente 243 presenze con 50 reti.

#### Nazionale
Convocato in Nazionale per la prima volta durante la militanza nella Cremonese, collezionò due presenze, senza segnare gol, in maglia azzurra: il 21 marzo 1926 in Italia-Irlanda (3-0) ed il 18 aprile successivo in Svizzera-Italia (1-1). Vanta anche 2 presenze e un gol nella Nazionale B, nella quale esordì il 7 aprile 1929 contro la Grecia nella vittoria degli Azzurri in trasferta per 4-1, gara in cui segnò il gol finale.

### Allenatore e dirigente
Esordì come allenatore nel campionato di Serie B 1937-1938 sulla panchina del Brescia. In seguito sedette in due riprese sulla panchina del Padova: nel febbraio 1939 subentrò a Wereb, portando i veneti alla salvezza nel campionato di Serie B,, e poi nel campionato di guerra 1943-1944 e nella successiva stagione 1945-1946, prima di essere esonerato alla quindicesima giornata. Nella stagione 1949-1950 fu alla guida dell'Inter, affiancando il direttore tecnico Giulio Cappelli.
Nel 1951 fece ritorno al Piacenza, in Serie C. Nella stagione 1951-1952 guidò i biancorossi al primo posto del girone B, ma fallì la promozione in Serie B al girone finale: era la squadra dei cosiddetti Papaveri. Rimasto in riva al Po anche nella stagione seguente, si dimise per motivi familiari in febbraio, con la squadra in posizione di retrovia. Sul finire di stagione assunse la guida tecnica del Padova, in Serie B, ottenendo la salvezza.
Successivamente fu responsabile, insieme a Mario Alfonsi, del settore giovanile del Padova, portando la squadra a vincere due campionati di categoria.

## Statistiche

### Cronologia presenze e reti in nazionale
| Cronologia completa delle presenze e delle reti in nazionale ― Italia | Cronologia completa delle presenze e delle reti in nazionale ― Italia | Cronologia completa delle presenze e delle reti in nazionale ― Italia | Cronologia completa delle presenze e delle reti in nazionale ― Italia | Cronologia completa delle presenze e delle reti in nazionale ― Italia | Cronologia completa delle presenze e delle reti in nazionale ― Italia | Cronologia completa delle presenze e delle reti in nazionale ― Italia | Cronologia completa delle presenze e delle reti in nazionale ― Italia |
| Data                                                                  | Città                                                                 | In casa                                                               | Risultato                                                             | Ospiti                                                                | Competizione                                                          | Reti                                                                  | Note                                                                  |
| --------------------------------------------------------------------- | --------------------------------------------------------------------- | --------------------------------------------------------------------- | --------------------------------------------------------------------- | --------------------------------------------------------------------- | --------------------------------------------------------------------- | --------------------------------------------------------------------- | --------------------------------------------------------------------- |
| 21-3-1926                                                             | Torino                                                                | Italia                                                                | 3 – 0                                                                 | Irlanda                                                               | Amichevole                                                            | -                                                                     |                                                                       |
| 18-4-1926                                                             | Zurigo                                                                | Svizzera                                                              | 1 – 1                                                                 | Italia                                                                | Amichevole                                                            | -                                                                     |                                                                       |
| Totale                                                                |                                                                       | Presenze                                                              | 2                                                                     |                                                                       | Reti                                                                  | 0                                                                     |                                                                       |

## Palmarès

### Allenatore

#### Competizioni giovanili
- Campionato Primavera: 1

Padova: 1965-1966